# Tuaron
Tuaron, av företaget skrivet TUARON, är ett lettiskt musikbolag, skivbolag, distributions- och förlagsföretag som grundades den 16 december 1999.

## Historia
Musikbolaget Tuaron grundades i december 1999. Etikettens mål var att stödja begåvade musiker. Företaget förvaltar, publicerar och distribuerar album av lettiska och utländska artister i olika musikgenrer.
Företagets namn har ändrats under åren - Tuaron Music, Tuaron Management eller Tuaron. År 2018 bytte Tuaron namn på sitt varumärke. Tuaron-labeln fick ett nytt koncept för att arbeta med artister och ett registrerat varumärke med stora bokstäver.
Förutom musikutgivning hanterar bolaget även upphovsrätt och närstående rättigheter genom STIM (Svenska Tonsättares Internationella Musikbyrå). Distributör är det amerikanska företaget Symphonic Distribution.
I det inledande skedet baserades katalogen på utgivningar av artister som Anton Sova samarbetade med vid tiden för skivbolagets grundande: sångarna Artur Bosso, Andrew Boldar och Alex Luna, hiphop-artisten Kal1br, de lettiska artisterna Giacomo och Andrey Klad.
Det första släppet från skivbolaget den 12 februari 2012 var en singel av den sångaren Artur Bosso, till musik av det svenska musikbandet BWO (Bodies Without Organs), från låten "Sunshine In The Rain" med originaltext "Amsterdam". Efter undertecknandet av kontrakt med sångarna Alex Luna och Andrew Boldar utvidgades katalogen till att omfatta deras debutsinglar "Hands to the heavens" och "Not together".
År 2021 filmen God Will Forgive spelades in av Mila Andriiash med hjälp av Ukrainas nationalgarde, som tillhandahöll utrustning och personal. Filmen producerades av Mila Andriiash, Olga Klimenko och den svenske filmproducenten Anton Sova. Distribution och marknadsföring av filmen från 2023 sköttes av Tuarons bolag.

## Diskografi
- 2012 - Artur Bosso - Amsterdam
- 2012 - Giacomo - I am a slave of love
- 2012 - Giacomo - Memory. Memoirs
- 2012 - Giacomo & Chehonte - Day. Year. Infinity
- 2016 - Kal1br feat. Anubis - Up
- 2016 - Alex Luna - Hands to the heavens
- 2016 - Kal1br - Time
- 2016 - Andrew Boldar - So many falsehoods
- 2016 - Andrey Klad - To be one
- 2017 - Andrew Boldar - Not together

## Filmografi
- 2021 - God Will Forgive